# Regió Somali
La Regió Somali (somali: Soomaali Galbeed) és una de les nou kililoch (‘regions ètniques’) d'Etiòpia, formada per l'antiga regió de l'Ogaden.

## Població
Les principals ètnies del territori són els somalis (95,6%), oromos (2,25%), amhares (0,69%), somalis de Somàlia (0,63%), i gurages (0,14%). La llengua oficial és el somali, parlada pel 95,9% de la població, seguida de l'oromo (2,24%), amhàric (0,94%) i gurage. El 98,2% de la població és musulmana, i un 0,9% cristians ortodoxos.

## Bandera
La bandera de l'estat correspon a la del Partit Democràtic del Poble Somali, del grup de partits que donaven suport al govern d'Etiòpia, que la va adoptar per a la regió (va modificar lleument la bandera del partit fent el triangle més petit). A la segona meitat del 2008, buscant un símbol de major consens, la bandera fou modificada passant el triangle a ser groc i en el lloc de l'estel i ha un camell.